# Splachnum squarrosum
Splachnum squarrosum là một loài rêu trong họ Splachnaceae. Loài này được Hook. mô tả khoa học đầu tiên năm 1808.